# Twitch Rivals

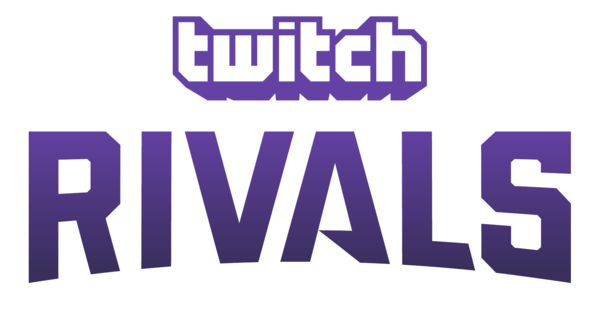
Logotipo de Twitch Rivals.

Twitch Rivals es un torneo de deportes electrónicos y un evento competitivo en línea con streamers de Twitch y exjugadores profesionales.

## Historia
El primer evento de Twitch Rivals se celebró el 28 de febrero de 2018. Incluyó 38 eventos y 800 afiliados y socios de Twitch.
Twitchcon 2019 organizó un torneo Twitch Rivals basado en LAN para jugadores profesionales, streamers y asistentes por igual. Varias celebridades notables participaron en el torneo, incluidos Grayson Allen, Tfue y Dr DisRespect. El torneo contó con Fortnite el viernes, League of Legends (tanto juego estándar como Teamfight Tactics) y Apex Legends. Mientras que Twitch Rivals presentó un premio acumulado de dos millones de dólares en general, Epic Games (que posee Fortnite) proporcionó un millón de dólares para pagar el torneo de Fortnite.